# Vasco de Quiroga
Vasco Vázquez de Quiroga y Alonso de la Cárcel (Madrigal de las Altas Torres, 1470- Pátzcuaro Michoacán, 14 de marzo de 1565), también conocido simplemente como Vasco de Quiroga, fue un abogado, Oidor en la Nueva España y Primer obispo de Michoacán. Más conocido como Tata Vasco entre los indígenas purépechas de Nueva España. En 2020, fue declarado venerable por el Papa Francisco.

## Biografía
Nació en el seno de una familia originaria de Galicia en Madrigal de las Altas Torres, entre 1470 y 1478. Según el padre agustino fray Felipe de la Gándara, la familia descendía de dos líneas reales, suevos y gordos, y había conseguido su título de hidalguía, solar y escudo luchando contra los musulmanes. Era hijo del matrimonio de Vasco Vázquez de Quiroga, conocido como Vasco el Viejo y de María de la Cárcel, matrimonio del cual nacieron tres hijos: Álvaro, padre del futuro cardenal y arzobispo de Toledo Gaspar de Quiroga; Constanza, que profesaría en el Convento de Ntra. Sra. de Gracia de las agustinas de Madrigal; y Vasco. Vasco el Viejo fue gobernador del priorazgo de San Juan en el Reino de Castilla y existen indicios para pensar que el propio Vasco de Quiroga podría haber pertenecido a la Orden de San Juan de Jerusalén o de Malta.
Estudió Jurisprudencia y se licenció en Derecho Canónico, aunque se desconoce si en la Universidad de Salamanca o en la de Valladolid, adquiriendo una amplia formación humanística. 

### Trayectoria

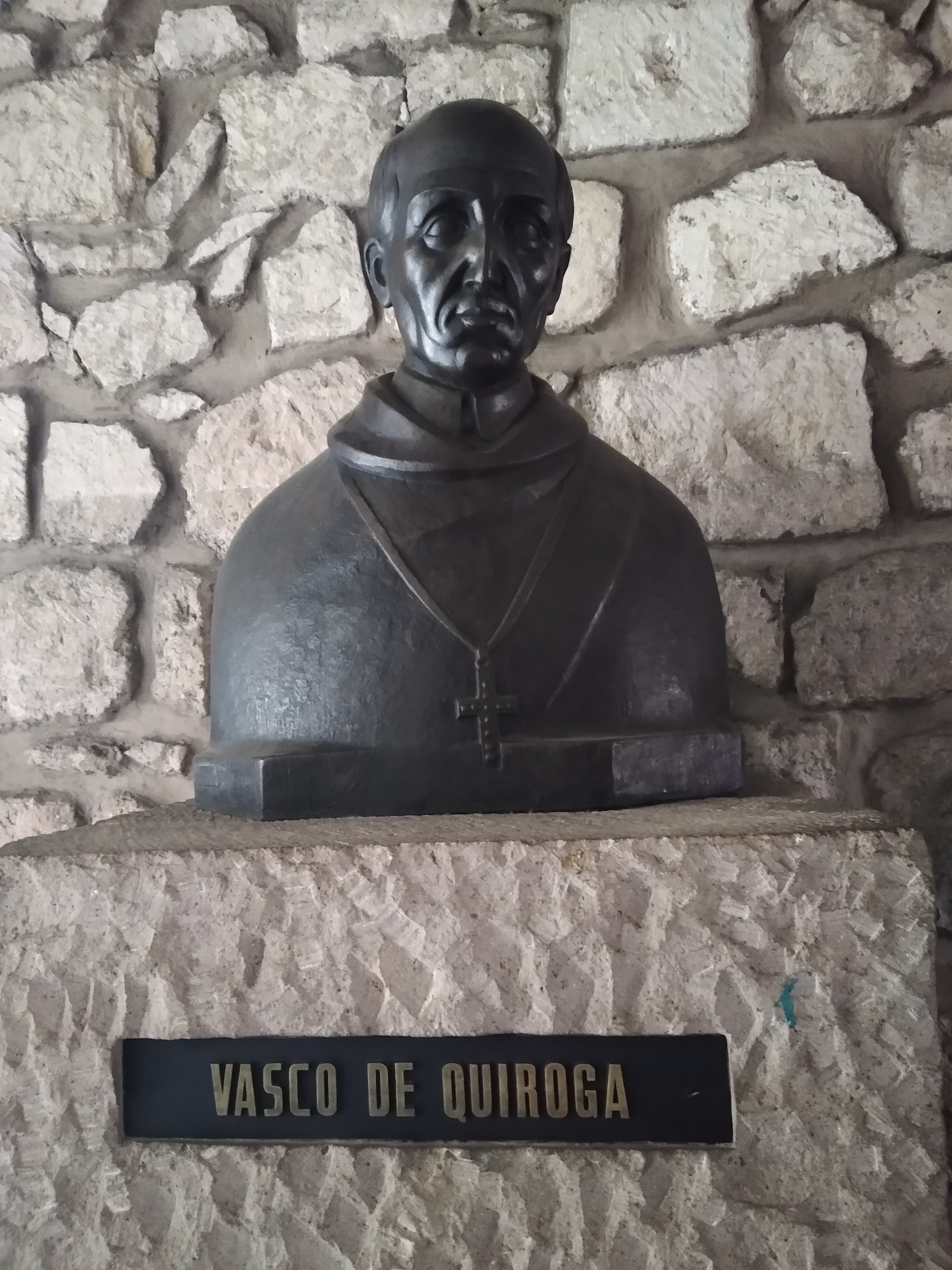
Busto del Tata Vasco en un colegio de Morelia.

En 1513 fue nombrado visitador de la Real Audiencia y Chancillería de Valladolid. Posteriormente, se documenta que se encontraba en Orán actuando como juez de residencia. 

En esos pueblos quería que aprendieran de modo práctico las bondades de vivir como los primeros cristianos, en donde tenían todo en común y primaba el ejercicio de la caridad, en especial con los enfermos, los más pobres, los discapacitados y las viudas. Todos debían contribuir el bien común, aprender al menos dos oficios, aprender las tareas del campo, trabajar con perfección, mantener la familia unida, y establecer una relación personal con Dios. Gracias a este tipo de vida, lograda en sus pueblos-hospital, hizo de algún modo posible la Utopía del humanista Tomás Moro que fue Gran Canciller de Inglaterra y murió mártir. La creación de ese peculiar Pueblo-Hospital no tuvo necesariamente su primera fuente de inspiración con aquella república ideal e irrealizable que imaginara el santo Canciller en la isla Utopos; más bien se trataba de una feliz coincidencia con lo ingeniado por él, aunque el texto moreano le ayudó a redactar, pocos meses antes de morir, las Reglas y Ordenanzas para el gobierno de los hospitales de Santa Fe de México y de Michoacán.

## Episcopado

### Obispo de Michoacán

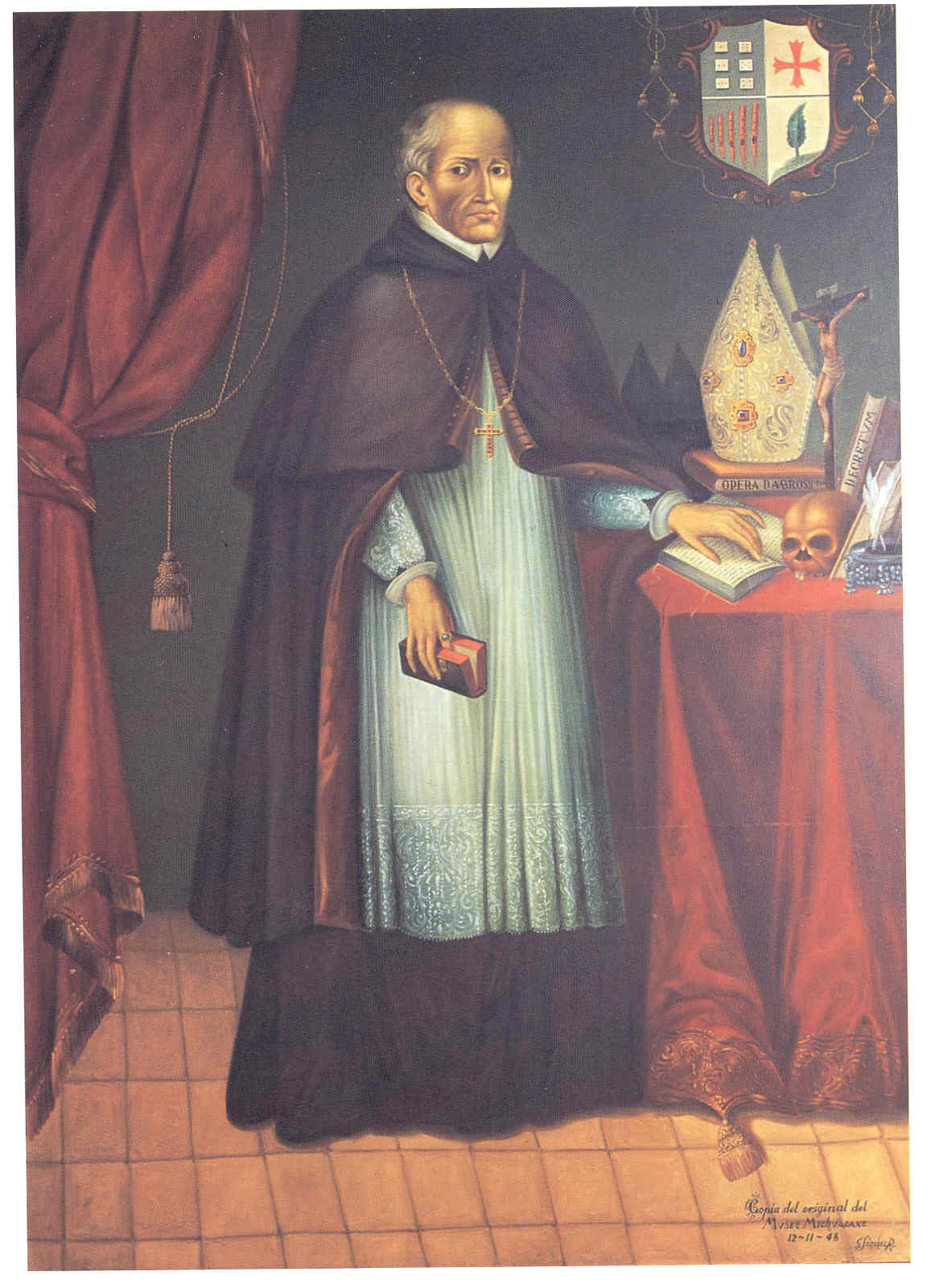
Retrato de Vasco de Quiroga.

Desde 1533 desempeña el cargo de visitador de Michoacán, hasta 1537, cuando Carlos I le nombra obispo de la diócesis de Michoacán. Siendo oidor acudió a la Provincia de Michoacán, con los indígenas purépechas quienes habían sufrido vejaciones de parte de los integrantes de la primera audiencia y en especial de Nuño de Guzmán, de infeliz memoria, quien había matado a su cazonci, Tzimtzincha Tangaxuan. Logró pacificarlos, sin necesidad de las armas, sino con afecto y propuestas de mejoras en su organización. 
Intuición genial también de Vasco de Quiroga fue la de conservar parte de la organización política de los tarascos pero integrando elementos de los Ayuntamientos españoles de la época. Se atribuye a Vasco de Quiroga el desarrollo de muchas empresas familiares, ya que supo entusiasmar a los habitantes de cada pueblo para que se especializaran en algo, proporcionándoles los maestros que les enseñaron los primeros pasos en la técnica artesanal. A la vuelta de los años, cada pueblo sobresalía por una actividad que hacía cada vez mejor, le daba prestigio y le permitía comercializar productos con sus vecinos.

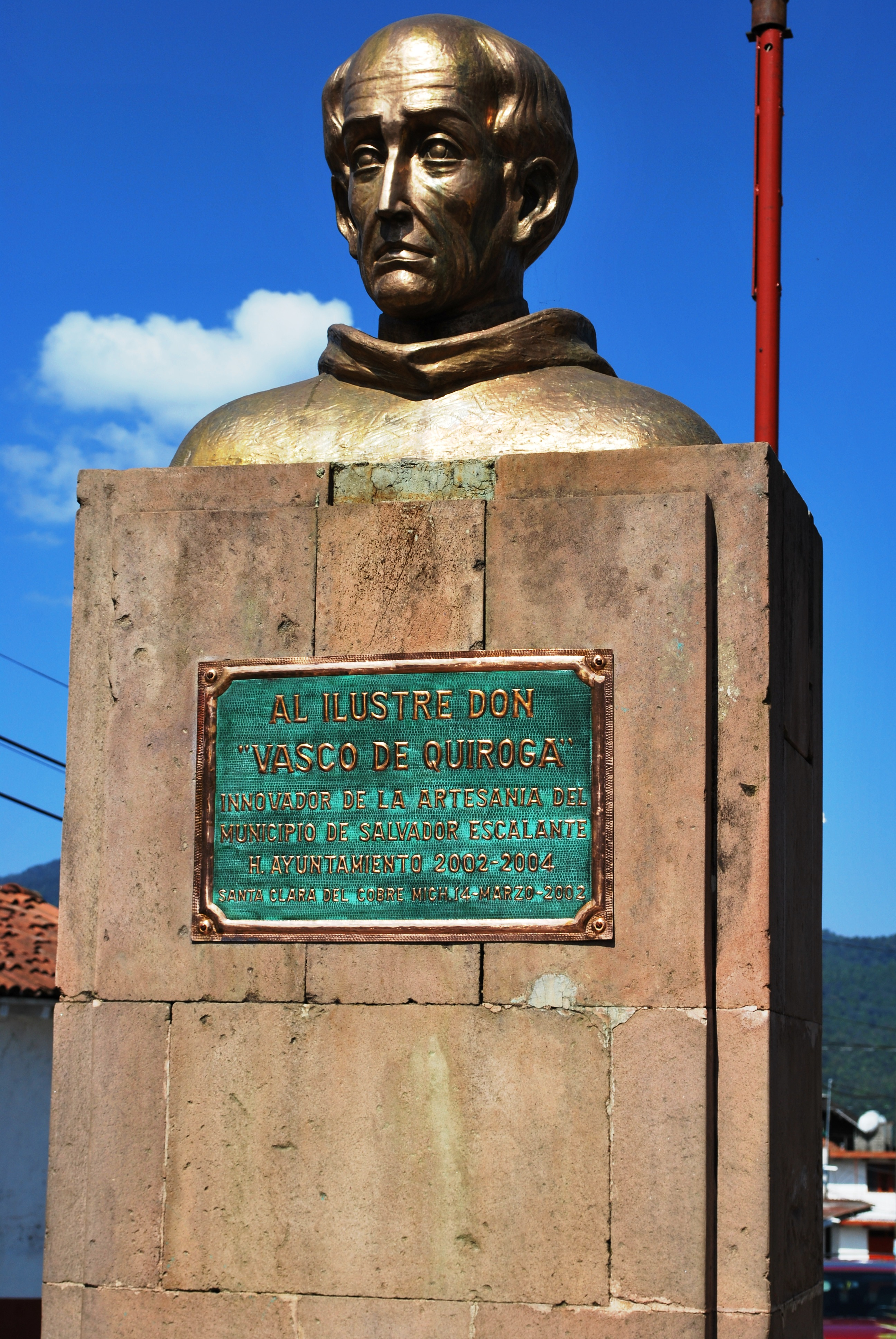
Busto de Vasco de Quiroga en Santa Clara del Cobre.

En la actualidad, al preguntar a muchos artesanos de dónde provienen sus técnicas de trabajo, contestan que fueron enseñadas por Don Vasco, e incluso hoy se pueden apreciar los vestigios de sus enseñanzas todo Michoacán: Uruapan y Quiroga destacan por las lacas realizadas con las maderas regionales; Paracho, por las guitarras y otros instrumentos musicales además de muebles; Santa Clara por los utensilios —hoces, azadones, hachas, candelabros— de cobre; Erongarícuaro y Jarácuaro, por los sombreros de palma y los chinchorros de mallas para pescar; San Felipe, por la herrería y cerrajería; Nurio, Capacuaro y Aranza, por los tejidos de lana; San Juan Parangaricutiro, por el tejido bordado de las colchas. La alfarería se encuentra en Tzintzuntzan, Patambán, Santa Fe de la Laguna, Capula, Piñícuaro y Guango. Pátzcuaro, sobresale por sus artesanías, el uso de la pintura con colores naturales diluidos en aceite y la pintura de mosaicos de plumas de ave —colibrí— y en madera. En Quiroga hacen bateas; Oponguio y Yotátiro elabora metates y molcajetes. Las islas del lago de Pátzcuaro y sus pueblos ribereños obtuvieron como legado del que fuera obispo de Michoacán, el perfeccionamiento de sus embarcaciones y la técnica de la malla y el chinchorro para explotar el filón, hoy casi extinguido, de la pesca del pez blanco.
Lo que realizó Vasco en aquella región puede analizarse hoy en función de las mejores teorías económicas actuales sobre desarrollo sustentable. Basta señalar cuatro aspectos. Primero: el modelo de Quiroga no era solamente económico. La viabilidad económica está al servicio de una vida más digna, más interesante y más creadora. Segundo: no limitó el desarrollo de los pueblos a la agricultura. Las especialidades que asignaba a los pueblos no eran las agropecuarias, sino las de la industria ligera: artesanías de alta densidad económica (valor agregado por kilo) que, por lo mismo, son fácilmente exportables a los pueblos vecinos o remotos. En el modelo Vasco de Quiroga, los alimentos se producen para el consumo propio o local, no para exportar. Tercero: el plan de desarrollo de Vasco favorece la especialización y el intercambio entre distintas comunidades, según el principio de la ventaja comparativa. Tiene, además, ventajas semejantes a lo que supone hoy la marca. También favorece la difusión tecnológica pues el ejemplo de los innovadores está a la vista de sus vecinos. Fomenta, además, el desarrollo de nuevos artesanos; la búsqueda de mejores mercados, así como compartir información sobre materias primas y herramientas. Un modelo así logró transformar la comunidad y la región. La especialidad actúa como un polo de desarrollo, que fue lo que sucedió con los pueblos michoacanos en el siglo XVI. Cuarto: Vasco de Quiroga es un gran generador de empleo y consigue el aumento de la productividad con poca inversión. Su impulso logra mucho trabajo y amor al oficio en múltiples unidades pequeñas de producción. Su gran capacidad para descubrir los talentos de las personas y de los pueblos, lo convirtió en un modelo de promotor social al entusiasmar e impulsar iniciativas que siguen dando buenos frutos hasta el día de hoy. El modelo humanista de Vasco de Quiroga puede ser, en el siglo XXI, la solución práctica a los problemas sociales que no hemos podido remediar.

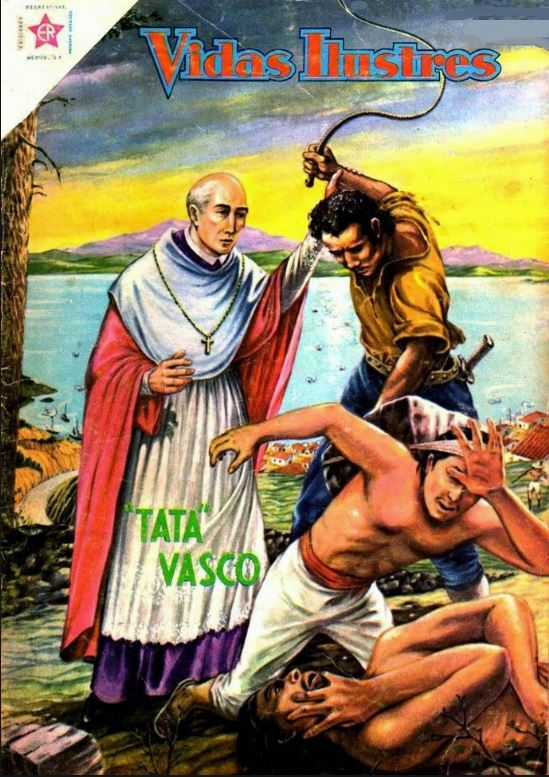
Tata Vasco impidiendo que un explorador español azote a un indio purépecha.

Se ganó el afecto de los purépechas gracias a sus obras y a las medidas económicas que promovió. Estas beneficiaron a los purépechas, en el contexto de la conquista del país. Este afecto le hizo acreedor al trato de Tata Vasco en el que se expresa el afecto filial de los purépechas.

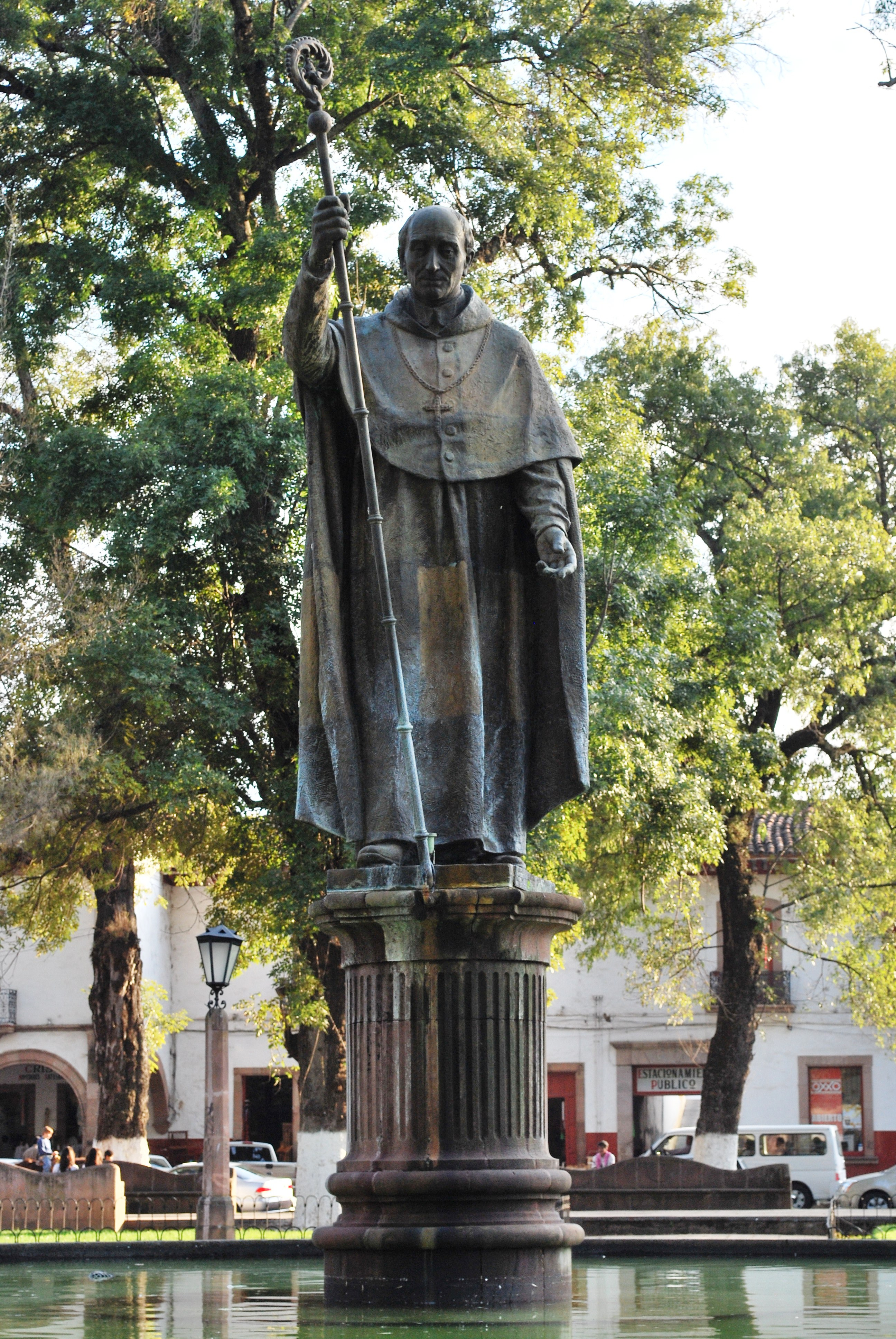
Estatua de Vasco de Quiroga en Pátzcuaro.

Trasladó la sede del obispo de Tzintzuntzan a Pátzcuaro. Fundó el pueblo-hospital de Santa Fe de la Laguna y el Colegio de San Nicolás Obispo, antecedente de la Universidad Nicolaíta, existente aún a la fecha en el estado de Michoacán en México. Visionario y precursor, fundó en 1540 su seminario en Pátzcuaro, en el que convivían indios y españoles, bajo el nombre de Real y Primitivo Colegio de San Nicolás, adelantándose dieciséis años a lo que la Iglesia determinó, en el Concilio de Trento en 1556, de que en cada diócesis se instituyera un seminario. Exigió que los futuros sacerdotes estuvieran muy bien preparados en teología y fueran expertos en alguna de las lenguas que se hablaban en el territorio de su obispado, es decir purépecha, náhuatl, cuitlateca, pirinda, pame, otomí y mazahua. Ordenó a más de doscientos sacerdotes. 
Parte de su labor pastoral comprendió también un Catecismo, dirigido a los indígenas, con sugerencias prácticas para su vida cristiana, en medio de su familia y trabajo, así como en su participación social. El nombre de Vasco de Quiroga está asociado a muchas obras de carácter social, pues impulsó muchas de esas instituciones. Entre las más notables se pueden señalar los hospitales de la Concepción, y las Guataperas.
Durante su tarea sufrió la enemistad de algunos colonos españoles, que abandonaron Pátzcuaro para fundar una ciudad rival con el apoyo del virrey Antonio de Mendoza. El nuevo asentamiento recibió el nombre de "ciudad de Michoacán" (1541), antes de ser nombrado sucesivamente como Guayangareo, después Valladolid y finalmente, consumada la independencia de México en el siglo XIX, Morelia nombre que recibió la ciudad, hoy capital del estado de Michoacán, en honor al patricio de la guerra de independencia José María Morelos y Pavón.

## Fallecimiento

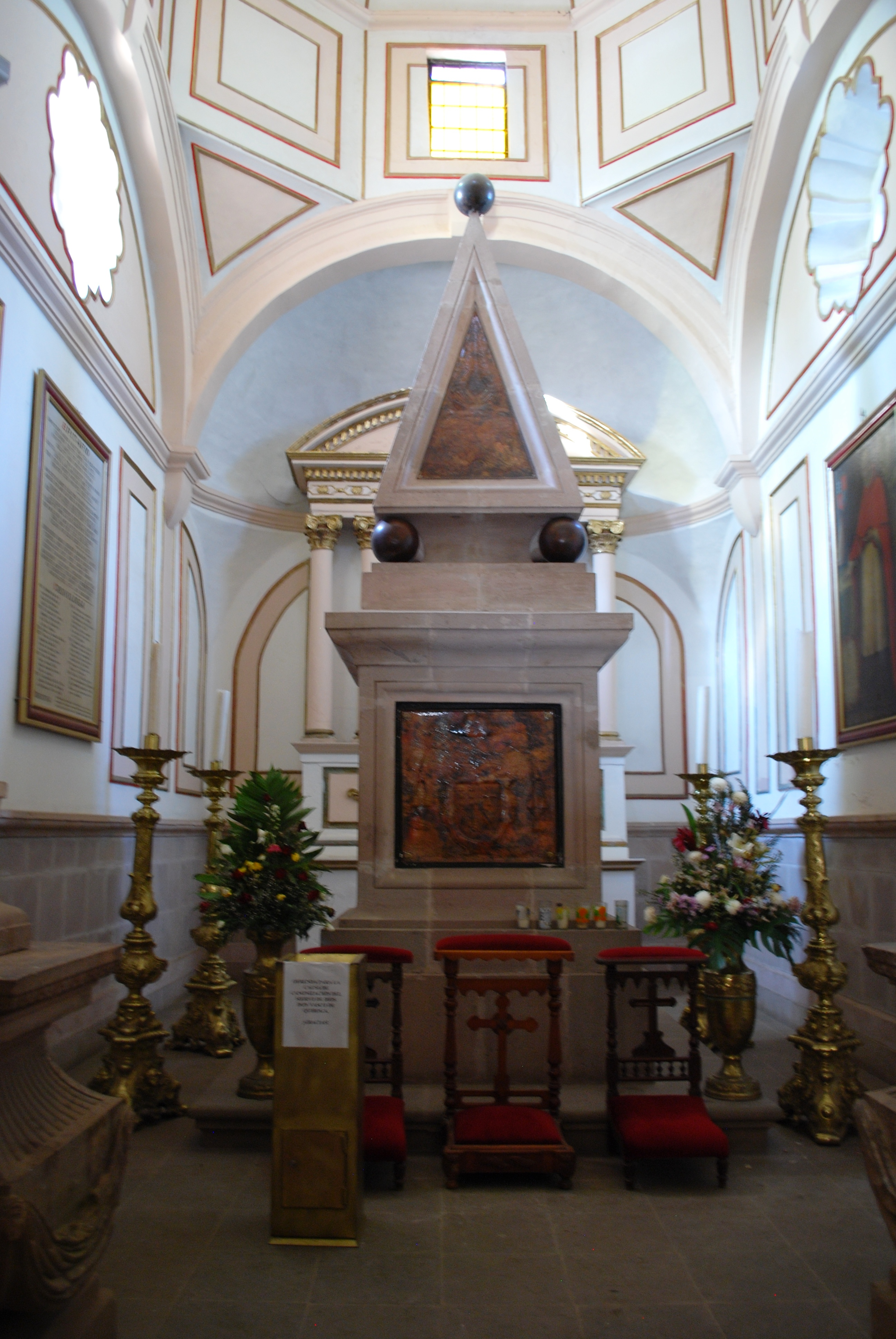
Mausoleo de Vasco de Quiroga.

Quiroga falleció el 14 de marzo de 1565 en Uruapan. Sus restos reposan en la Basílica de María Inmaculada de la Salud, en Pátzcuaro. Ahí acuden los fieles a venerar la imagen de María Inmaculada que el Obispo mandó hacer y a pedir favores por intercesión del Siervo de Dios. Son muchos los que, luego de dar tres golpes en el mausoleo con los nudillos de su mano, le dicen: Tata Vasco, Tata Vasco, Tata Vasco, te pido…  

## Reconocimientos
Son innumerables las calles, escuelas, asociaciones, gremios, sociedades y lugares que llevan su nombre en Michoacán. Es el caso en particular del municipio y cabecera municipal de Quiroga (Michoacán), anteriormente Cocupao.
Existe un monumento en su memoria erigido en Madrigal de las Altas Torres con motivo del Quinto Centenario de su Nacimiento, obra de Francisco Zúñiga, que recibe anualmente una ofrenda floral para celebrar el hermanamiento de dicha villa con el municipio de Pátzcuaro. En las ciudades de Pátzcuaro (Michoacán) e Irapuato (Guanajuato), se entregan cada año la presea "Vasco de Quiroga" a personalidades destacadas.
En Madrid hubo un Colegio Mayor Sacerdotal que llevaba como nombre "Vasco de Quiroga".

## Proceso de canonización
El entonces arzobispo, Alberto Suárez Inda, introdujo su causa para su canonización. El proceso diocesano en la Arquidiócesis de Morelia fue del 10 de noviembre de 1997 al 21 de enero de 2014. La apertura de la causa en Roma fue el 29 de abril de 2014. 
El 22 de diciembre de 2020, el papa Francisco reconoció las virtudes heroicas del obispo Vasco de Quiroga, por lo que puede llamarse venerable. Algunos lo consideran como «el primer mexicano», pues logró el peculiar mestizaje, esa mezcla única que une lo mejor de los valores, usos y costumbres de las diversas etnias indígenas con el humanismo cristiano del renacimiento español. Esa mezcla perfecta es lo mexicano.

## Escritos
- Doctrina para los nativos
- Sermones, reglas y ordenanzas para el gobierno de los hospitales de Santa Fe, México y Michoacán.
- Información en Derecho del licenciado Quiroga sobre algunas provisiones del Consejo de Indias (1535). Manuscrito publicado en la Colección de documentos inéditos relativos al descubrimiento, conquista y colonización de las posesiones españolas en América y Oceanía, sacados de los Archivos del Reino y muy especialmente, del de Indias, bajo la dirección de D. Luís Torres de Mendoza, abogado de los Tribunales del Reino, exdiputado a Cortes, con la cooperación competente (CODOIN-Indias), Volumen n. 10. Madrid, 1868, páginas 333 a 525.  Ejemplar A-56.710 de la Biblioteca de la Universidad de Stanford en Internet Archive  Ejemplar A-50.717 de la Biblioteca de la Universidad de Stanford en Google Libros.
- Reglas y Ordenanzas para el gobierno de los hospitales de Santa Fe en México y Michoacán (1538).
- De debellandis indis (atribuido[3])